# Krynica Morska
Krynica Morska là một thị trấn thuộc huyện Nowodworski, tỉnh Pomorskie ở bắc Ba Lan. Thị trấn có diện tích 116 km². Đến ngày 1 tháng 1 năm 2011, dân số của thị trấn là 1361 người và mật độ 12 người/km².